# Unión Deportiva Tijarafe
Unión Deportiva Tijarafe es un club del municipio de Tijarafe en la isla de La Palma (Santa Cruz de Tenerife) España. Jugó en  Tercera División, lo que es el mayor logro de este club fundado en 1975. La Unión Deportiva Tijarafe juega sus partidos como local en el Estadio Municipal de Tijarafe con capacidad para 2.500 espectadores.

## Historia
El esfuerzo de todo un pueblo en fundar su equipo de fútbol se vio ligado a la necesidad de buscar una instalación y efectivos que formaran la plantilla.
Decían los protagonista de la primera etapa del club, “jugábamos partidos cuando nos reuníamos, incluso compramos una equipación, que era una camisa blanca con pantalones negros, allá por los años 1971 y 72, y era gente de todo el pueblo. Íbamos a jugar a Puntagorda, y principalmente lo hacíamos con el equipo de esa localidad, ya que en Tijarafe no había campo de fútbol. Disputábamos partidos que los puedo definir como “de piques” entre los coleguillas de las dos localidades”. “Con esta iniciativa e inquietud va surgiendo la idea de formar un equipo estable, que pudiese entrar en competición y con el que ofrecer al pueblo un espectáculo del que carecía y que demandaba, aunque, en esos primeros años, no tuvimos suficientes jugadores y los que estaban compaginaban el fútbol con la lucha, que también estaba empezando, tenía pocos componentes y deseaba igualmente crecer”.

### El equipo nace en 1975
Participa en la Tercera Categoría Insular y en ella estuvo jugando dos años consecutivos, con un equipo más o menos estable, pero de nuevo surgieron otros problemas que hicieron inestable la continuidad del equipo, carecían de campo de entrenamientos y de juego, teniendo que hacerlo en el Campo de El Puerto de Tazacorte y en el de Puntagorda. Las distancias eran largas, había pocos vehículos para los desplazamientos y se hacía difícil continuar, los jugadores se fueron aburriendo y el Ayuntamiento tampoco ayudaba. Pese a todo, la unión entre los que formaron la familia futbolística hizo posible que se continuara esos dos años, hasta que definitivamente “se dejó morir”, por parte de todos, el fútbol en el Municipio.
Tanto repercutió este acontecimiento que Tijarafe dejó de participar en las competiciones durante los ocho años siguientes, volviendo a tomar protagonismo a partir del verano de 1985.

### Renace el equipo en 1985
Tenemos que volver a destacar el esfuerzo, la ilusión y el trabajo de muchos tijaraferos que empujaron, todos del mismo lado, para que el fútbol en el municipio, en esta segunda etapa, “no cayera nuevamente”.
Volvió a ser un gran sacrificio, se empezaba de cero de nuevo y la aparición del equipo debía motivar a los vecinos para garantizar la continuidad del equipo. Durante quince años se logró mantener el sueño y en la temporada 2001-02 se consigue el ascenso a la Primera Categoría Regional, pasándose a disputar la competición, de sólo en la isla de La Palma, a encuentros frente a conjuntos de Tenerife, El Hierro y la propia isla bonita.
Este hecho, unido a la utilización ya de la instalación municipal para la práctica del fútbol, provocó casi un delirio colectivo. El pueblo tenía, por primera vez, un equipo en la liga provincial, los aficionados podían ver a equipos de otras islas y los chicos del pueblo respondían con ganas, trabajo e ilusión al gran reto, no dejar caer al equipo.
Esa temporada 2002-03 se hizo una meritoria campaña, el equipo de clasificaba en la séptima posición del cuadro de honor, estando en la media de puntos de los equipos que finalmente tomaron las primeras posiciones, Atlético Paso, Unión Tejina, Vera, muy alejado de los puestos del descenso y compitiendo frente a conjuntos históricos del fútbol regional, Tacoronte, Cruz Santa, Arguijón.
Todo se comenzaba a ver con otro panorama, se podía soñar con metas mayores y se hablaba, entre los ciudadanos y aficionados, que el fútbol había despertado, de un gran letargo, al municipio.

### La temporada siguiente fue la del ascenso definitivo a la máxima categoría provincial
Por acuerdo de la Asamblea del Fútbol Provincial, se formaba la primera categoría en la isla de La Palma y los cuatro primeros clasificados disputarían una liguilla de ascenso para tomar un puesto en la Categoría Preferente, el paso inmediato a la Nacional.
Esa temporada el equipo, consciente de sus posibilidades y tomando el riesgo que siempre supone un deporte, asume la necesidad de aunar esfuerzos y alcanzar la máxima categoría del fútbol en la provincia de Santa Cruz de Tenerife.
La competición ese año no fue fácil, había otros conjuntos que también querían ascender, con mejores presupuestos y plantillas, pero la sinergia que el equipo había tomado en los años anteriores permitió, con la suma de todos, que en la competición regular se finalizase en la segunda plaza y que tras la disputa de la liguilla de ascenso se dejase fuera de la posibilidad de subir al San Andrés y Sauces, nuestro gran rival en la competición.

### La Categoría Preferente
Con el ascenso conseguido, el equipo consolidado, estructurado y funcionando, y la afición volcada e ilusionada, se afronta otro reto importante, distinto pero no carente igualmente de riesgo. La Preferente es la competición provincial por excelencia, la máxima del fútbol occidental en Canarias, a ella llegan los equipos que descienden de la Tercera División Nacional (la cuarta del fútbol español) y los que quieren acercarse a ella.
Las exigencias eran máximas y el club, tan solo con la experiencia de una temporada saliendo fuera de la isla, debía crecer de nuevo en su organización y estructura, esta nueva fase requería de otras premisas. Hablar de los equipos que formaban esa primera temporada ya lo dice todo, Tenerife B, Atlético Granadilla, Victoria de Tazacorte, Real Unión de Tenerife, Orotava, San Andrés, Puerto Cruz, Marino de los Cristianos, Esperanza, Águilas de Adeje, Atlético Pinar y otros tantos que son seña y santo del fútbol regional desde hace más de medio siglo.
Aun así, la organización y la conformación, con muchísimo esfuerzo, de un club y de un equipo, supo dejar el nombre del municipio muy alto, Tijarafe alcanzaba la séptima plaza al final de temporada y ya se empezaba a señalar al pueblo y a los dirigentes de la comarca noroeste de la isla como un club serio, organizado y competitivo, a tener en cuenta para próximas campañas.
Y así fue, la temporada siguiente explotó el municipio que cuelga sobre el Time, con el Barranco Jurado presidiendo su acceso, donde sale El Diablo y la naturaleza se vive con otro ritmo, y todo ello gracias al equipo de fútbol. La competición lo fue dejando en la vanguardia, en la cabeza del desafío, en la élite del fútbol provincial. La prensa decía que el milagro era posible, que un municipio pequeño puede tener un equipo organizado y puntero cuando las cosas se hacen bien y con cabeza. La afición estaba como en una nube, ya no había tiempo para las dudas y atrás, en el olvido, se habían dejado años de sufrimiento, pesares y sacrificios. El equipo estaba en la Tercera División. Canarias hablaba de Tijarafe, el pueblo tenía círculo en el mapa de la isla.

### La Tercera División Nacional
El nombre de Tijarafe ya era una realidad.
Durante la primera temporada los equipos del resto de las islas preguntaban, cómo llegar, dónde alojarse, dónde comer. Los periódicos nacionales, los regionales, los digitales, las emisoras de radio regionales, provinciales, locales e insulares, y las televisiones de las islas se acercaban al municipio a grabar imágenes y retransmitir los encuentros.
Tijarafe era atractivo, sonaba, se hablaba del pueblo, sus habitantes, sus tradiciones. La isla volvía a estar de moda en el deporte, ya no sólo  Tenisca y  Mensajero ponían el calificativo de La Palma en el panorama regional. Aunque, lo más llamativo era ver, en muchas ocasiones, a periodistas, dirigentes y aficionados, desde otras latitudes, confundidos, y preguntando si Tijarafe era, Santa Cruz de La Palma o Los Llanos de Aridane.
La primera temporada fue buena, el equipo quedaba clasificado en una meritoria séptima plaza y clasificado para la Copa Real Federación Española de Fútbol, que viene a ser la Copa del Rey para los equipos de se han quedado fuera de la misma.También fue el año del debut de nuestro prometedor canterano, Juan Carlos Martín Brito, extremo derecho de la vieja escuela, el Zagalo palmero, su driblin, conocidos por todos, no dejó de ser percibido por los equipos más grandes de las Islas provinciales, su paso por nuestro equipo, dejó un hueco imborrable, que a día de hoy será recordado, de lo que fue y no pudo ser. 
En la campaña siguiente dos acontecimientos vuelven a poblar las gradas y las portadas de los principales medios informativos, los dos máximos representantes canarios en el fútbol, los dueños de la historia futbolera de las dos islas capitalinas, Unión Deportiva Las Palmas y Club Deportivo Tenerife, visitan el municipal de Tijarafe. Prensa escrita, radio, televisión y fotografía, ponían al municipio, durante las semanas del acontecimiento en la primera plana de la información regional y nacional.

## Estadio
La Unión Deportiva Tijarafe juega sus partidos como local en el Estadio Municipal de Tijarafe con capacidad para 2.500 espectadores.

## Uniforme
- Local Camiseta blanca, pantalón blanco y medias blancas.
- Alternativo Camiseta roja, pantalón rojo y medias rojas

## Temporadas
| Temporada | División     | Posición | Copa del Rey |
| --------- | ------------ | -------- | ------------ |
| 1975/76   | 3.ª Regional |          |              |
| 1976/77   | 3.ª Regional |          |              |
| 1985/86   | 2.ª Regional | 3.º      |              |
| 1986/87   | 2.ª Regional |          |              |
| 1987/88   | 2.ª Regional |          |              |
| 1988/89   | 2.ª Regional |          |              |
| 1989/90   | 2.ª Regional |          |              |
| 1990/91   | 2.ª Regional | 6.º      |              |
| 1991/92   | 2.ª Regional | 5.º      |              |
| 1992/93   | 2.ª Regional | 6.º      |              |
| 1993/94   | 2.ª Regional | 8.º      |              |
| 1994/95   | 2.ª Regional | 3.º      |              |
| 1995/96   | 2.ª Regional | 5.º      |              |
| 1996/97   | 2.ª Regional |          |              |
| 1997/98   | 2.ª Regional |          |              |
| 1998/99   | 2.ª Regional |          |              |
| 1999/00   | 2.ª Regional | 9.º      |              |
| 2000/01   | 2.ª Regional | 4.º      |              |
| 2001/02   | 2.ª Regional | 1º       |              |
| 2002/03   | 1.ª Regional | 7.º      |              |
| 2003/04   | 1.ª Regional | 2.º      |              |

| Temporada | División     | Posición | Copa del Rey |
| --------- | ------------ | -------- | ------------ |
| 2004/05   | Preferente   | 7.º      |              |
| 2005/06   | Preferente   | 1.º      |              |
| 2006/07   | 3.ª División | 7.º      |              |
| 2007/08   | 3.ª División | 14.º     |              |
| 2008/09   | 3.ª División | 14.º     |              |
| 2009/10   | 3.ª División | 11.º     |              |
| 2010/11   | 3.ª División | 10.º     |              |
| 2011/12   | 3.ª División | 17.º     |              |
| 2012/13   | 3.ª División | 18.º     |              |
| 2013/14   | Preferente   | 11.º     |              |
| 2014/15   | Preferente   | 10.º     |              |
| 2015/16   | Preferente   | 6.º      |              |
| 2016/17   | Preferente   | 9.º      |              |
| 2017/18   | Preferente   | 7.º      |              |

### Datos del Club
- Temporadas en 3ªDivisión: 7
- Temporadas en Preferente: 7
- Temporadas en 1ªRegional: 2
- Temporadas en 2ªRegional: 17
- Temporadas en 3ªRegional: 2

## Filial
Desde el verano de 2010 la Unión Deportiva Tijarafe cuenta con un equipo filial en el Grupo III de 1.ª Regional. Así el equipo palmero se asegura una mejor proyección y formación de los jóvenes que salen de la cantera. El equipo filial se denomina Tijarafe Atlético o U.D. Tijarafe B.

## Temporadas Filial
| Temporada | División     | Posición | Copa del Rey |
| --------- | ------------ | -------- | ------------ |
| 2010/11   | 1.ª Regional | 8.º      |              |
| 2011/12   | 1.ª Regional | 6.º      |              |

### Datos del filial
- Temporadas en 1ªRegional: 2